# Michael Siegel
Michael Siegel (Arnstein, 14 settembre 1882 – Lima, 15 marzo 1979) è stato un avvocato tedesco.
L'immagine che lo immortalò il 10 marzo 1933 divenne la prima testimonianza pubblica di quello che divenne poi l'antisemitismo che portò al genocidio dell'Olocausto.

## Biografia
Michael Siegel era un avvocato, aveva frequentato i corsi di studio e diplomandosi nel 1902 al Alexander-von-Humboldt-Gymnasium SchweinfurtGymnasium Schweinfurt, con un dottorato in legge ricevuto all'università di Monaco, ed era fra i 4000 avvocati ebrei attivi con posizioni importanti nell'ordinamento giudiziario e nel Ministero della Giustizia. 
Nel 1920 aveva sposato Mathilde Waldner dalla quale ebbe due figli: Beate e Peter. Con loro condivideva l'appartamento in Possartstrasse al civico 10, nel quartiere di Bogenhausen a Monaco, abitazione che dovette abbandonare il 17 gennaio 1939 per trasferirsi in un appartamento collettivo in Lindwurmstraße 125, come imponevano le leggi anti semitiche Per sfuggire alla persecuzione e ai rastrellamenti, i figli riuscirono a uscire dalla Germania recandosi in Inghilterra con permessi di studio e grazie al Kindertransport, mentre i coniugi si rifugiarono in Perù grazie a un insegnante di spagnolo che era nipote del ministro degli interni peruviano. Nell'agosto del 1940, infatti, i coniugi attraversarono la Russia con la Transiberiana, per giungere in Corea a poi in Giappone, dove presero una nave che li portò prima negli Stati Uniti e poi in Perù.

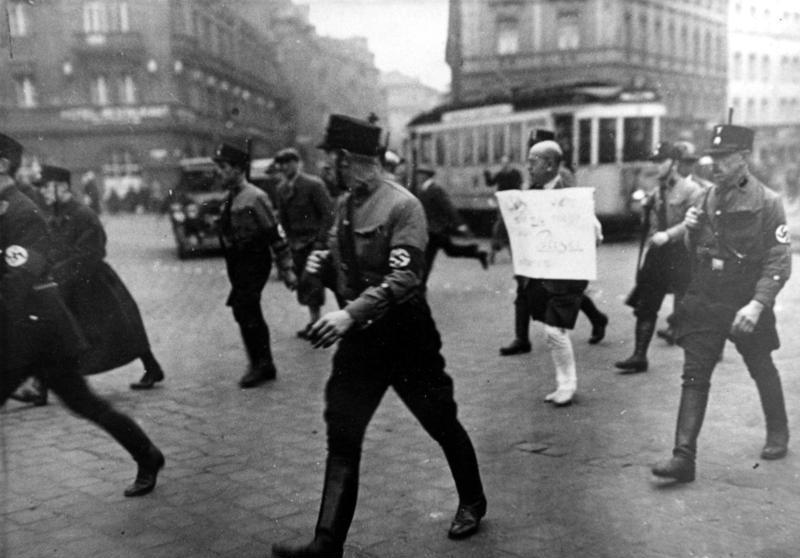
Bundesarchiv Bild 146-1971-006-02, München, Judenverfolgung, Michael Siegel

Durante un'intervista di molti anni dopo, fu chiesto a Siegel quale fosse il suo pensiero durante i pericolosi momenti che lo videro protagonista, ed egli rispose che pensava solo di esser certo che sarebbe sopravvissuto a tutti i suoi aguzzini. Siegel morì a 97 anni.

## Il fatto
Il fatto che rende particolare la storia dell'avvocato e che lo rese famoso in tutto il mondo avvenne il 10 marzo 1933. La sua storia è quella che rese pubblico al mondo quanto stava avvenendo nella Germania nazista.
In Germania il 5 marzo era salito al governo Adolf Hitler con i cambiamenti che poi faranno storia, e il 9 marzo aveva emanato il Decreto dei pieni poteri approvato il 24 del medesimo mese, che sospendeva i diritti civili compreso il diritto costituzionale alla libertà di parola, l'inviolabilità della proprietà , compreso il diritto di libertà di persona.

 Siegel era l'avvocato di Max Uhlfelder, proprietario di uno dei grandi magazzini della città. Quel mattino il signor Uhlfelder era stato arrestato e portato a Dachau in custodia protettivacon altre 280 persone e le vetrine e gli interni del negozio completamente devastati dagli uomini delle squadre dei Sturmabteilung.
I famigliari dell'imprenditore contattarono l'avvocato che si recò a fare denuncia nei locali della polizia chiedendo la motivazione dell'arresto in quanto il suo cliente asseriva non avesse commesso alcun reato. Ma gli uffici erano occupati dagli uomini della SA che indossavano le camicie e paramenti del partito nazista. Mentre Siegel esponeva le sue motivazioni iniziarono a deriderlo, e non solo, a insultarlo e picchiarlo. Gli strapparono i pantaloni e gettarono le scarpe lasciandolo scalzo. Durante l'aggressione perse i denti incisivi, iniziando a sanguinare. 
Venne scritto un grande cartello che gli fu appeso al collo che riportava la dicitura Non mi lamenterò più con la polizia, e poi fatto sfilare per le vie di Monaco.
L'uomo era sicuramente frastornato, dolorante e confuso, e in quelle condizioni dovette marciare per le vie di Monaco con i fucili puntati, mentre gli colava sangue dalle ferite che aveva sul volto, e a piedi scalzi. Il drappello non poteva passare inosservato, e molti si fermavano a guardare quello che stava succedendo. Tra questi un fotografo Heinrich Sanden che immortalò la scena in alcuni scatti. Quinti alla stazione, l'avvocato fu lasciato libero mentre i soldati della SA gli urlavano Morirai ebreo. 
Siegel in queste condizioni s'incamminò verso casa, trovò un taxi libero e prima di salirvi venne fermato dal Sanden, che aveva capito la testimonianza che erano le sue foto, e che gli chiese l'autorizzazione a rendere pubblici gli scatti che aveva realizzato, ottenendone il permesso. Anche se questo da subito si presentò come pericoloso. Contattò quindi l'agenzia a Berlino del Washington Times, che le inviò negli Stati Uniti d'America dove furono pubblicate il 23 marzo.

### Max Uhlfelder

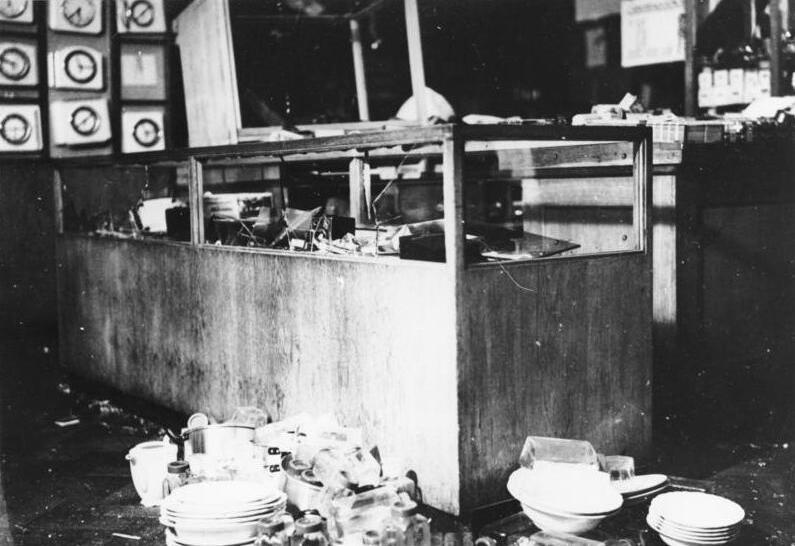
I locali dei grandi magazzini saccheggiati

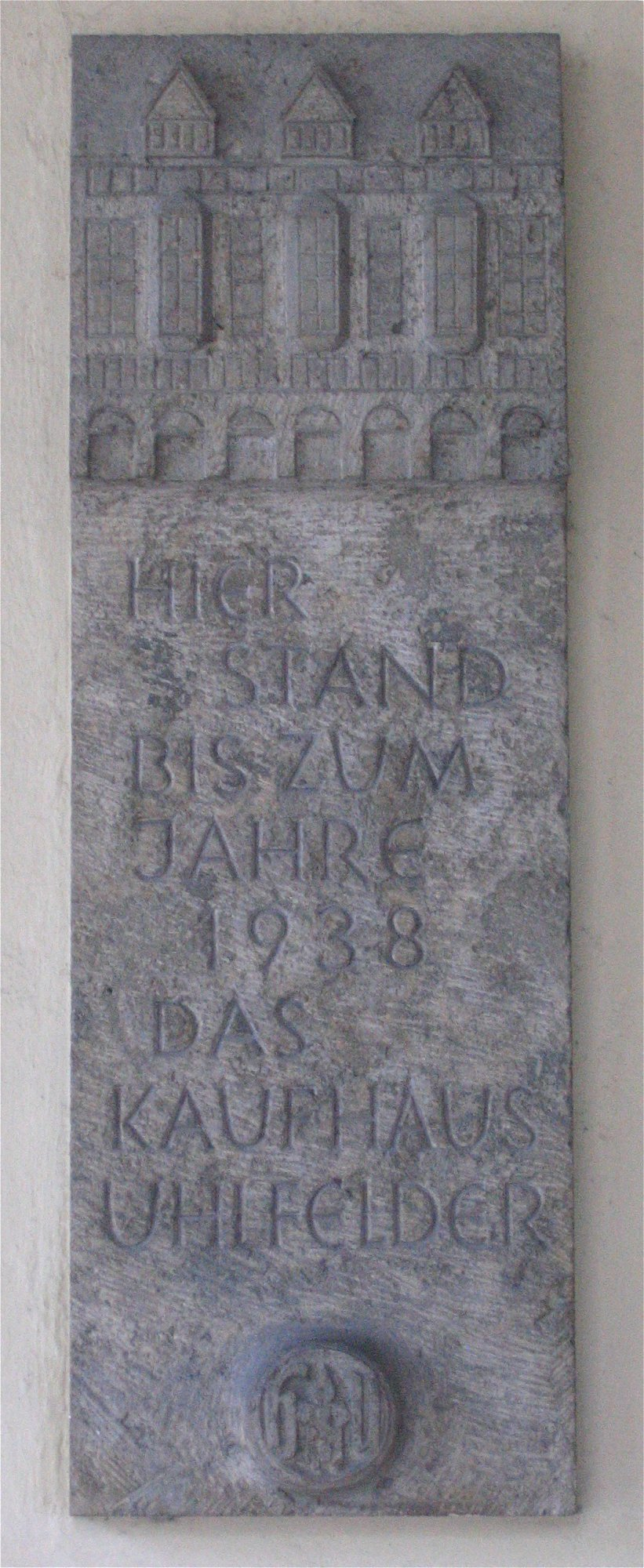
Targa commemorativa dei grandi magazzini Uhlfelder

Max Uhlfelder, cliente dell'avvocato Siegel, e proprietario dei grandi magazzini di famiglia fu, con il figlio, la sera del 9 marzo 1933 tra i primi 280 prigionieri del Campo di concentramento di Dachau con la motivazione di custodia preventiva. I locali del grande negozio furono lasciati aperti diventando oggetto di vandalismo e di incendio fino al dicembre 1938 quando furono sequestrati dalla autorità naziste, come successe a tutte le proprietà degli ebrei. Nel gennaio del 1939 a lui e al figlio, fu concessa la libertà e grazie ad alcuni permessi tutta la famiglia riuscì a migrare in India, cosa che salvò a loro la vita. Prima di allontanarsi però dovettero pagare alle autorità i danni che i vandali aveva fatto nei locali del magazzino. Si allontanarono dalla Germania abbandonando ogni cosa.
Max fece ritorno a Monaco solo nel 1953 dove chiese il risarcimento istituendo ben 100 cause civili, dalle quali ottenne giustizia. Acquistò poi il terreno dove sorgeva il suo magazzino di famiglia.